# Гейрангер-фьорд
Гейра́нгер-фьорд (норв. Geirangerfjorden) — фьорд в регионе Суннмёре, расположенный в самой южной части фюльке Мёре-ог-Ромсдал в Норвегии. Находится примерно в 200 километрах к северо-востоку от Бергена и в 280 километрах к северо-западу от Осло. Фьорд простирается на 15 километров и представляет собой одно из ответвлений Стур-фьорда. Глубина составляет 565 метров. В июле 2005 года был внесён в список Всемирного наследия ЮНЕСКО.
У Гейрангер-фьорда расположен давший ему название посёлок — Гейрангер. В нём располагается Музей фьордов, рассказывающий о естественнонаучной истории этого района Норвегии.
Одними из достопримечательностей фьорда являются водопады, наиболее известные из которых — Семь сестёр, Фата невесты и Жених. По берегам располагаются отвесные скалы высотой до 1400 метров и ледники. Вдоль Гейрангер-фьорда встречаются также заброшенные фермы, некоторые расположены на небольших площадках горных уступов, поэтому добраться до них представляется возможным только по специальным приставным или верёвочным лестницам.
На туристическом сайте visitnorway.com, посвящённом Норвегии, можно увидеть круговые панорамы Гейрангер-фьорда с семи разных точек, расположенных на высоте птичьего полёта.

## Галерея

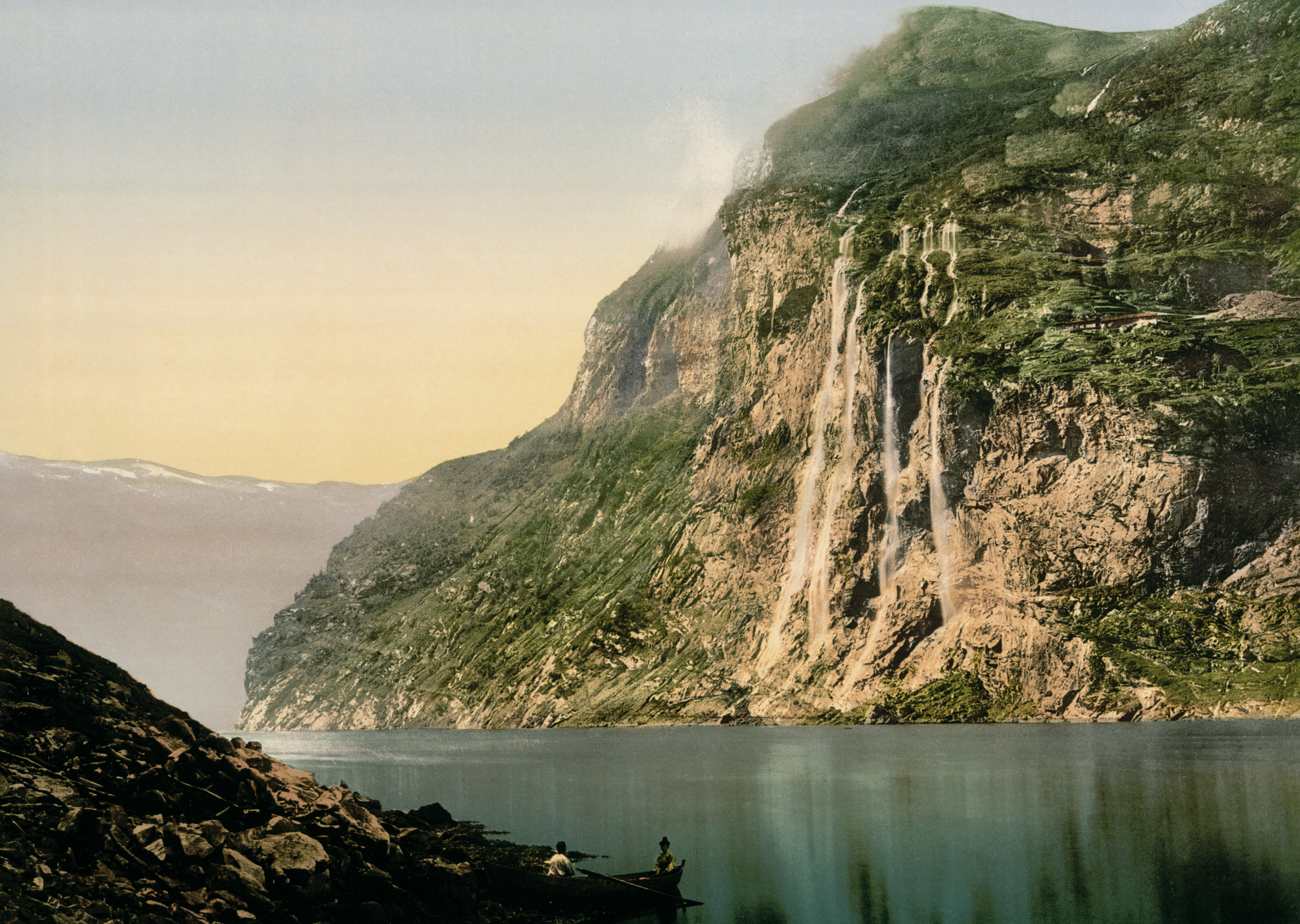
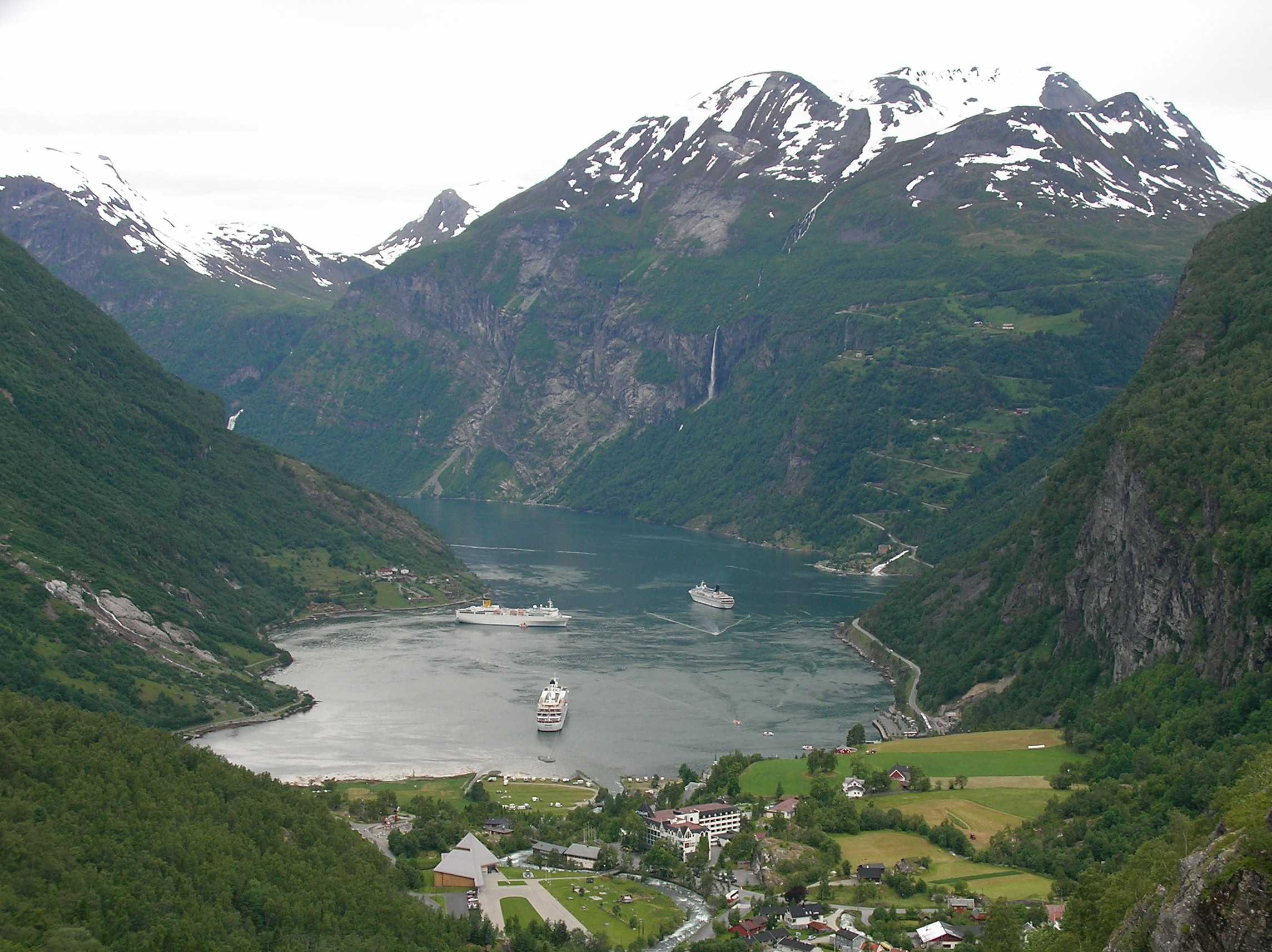
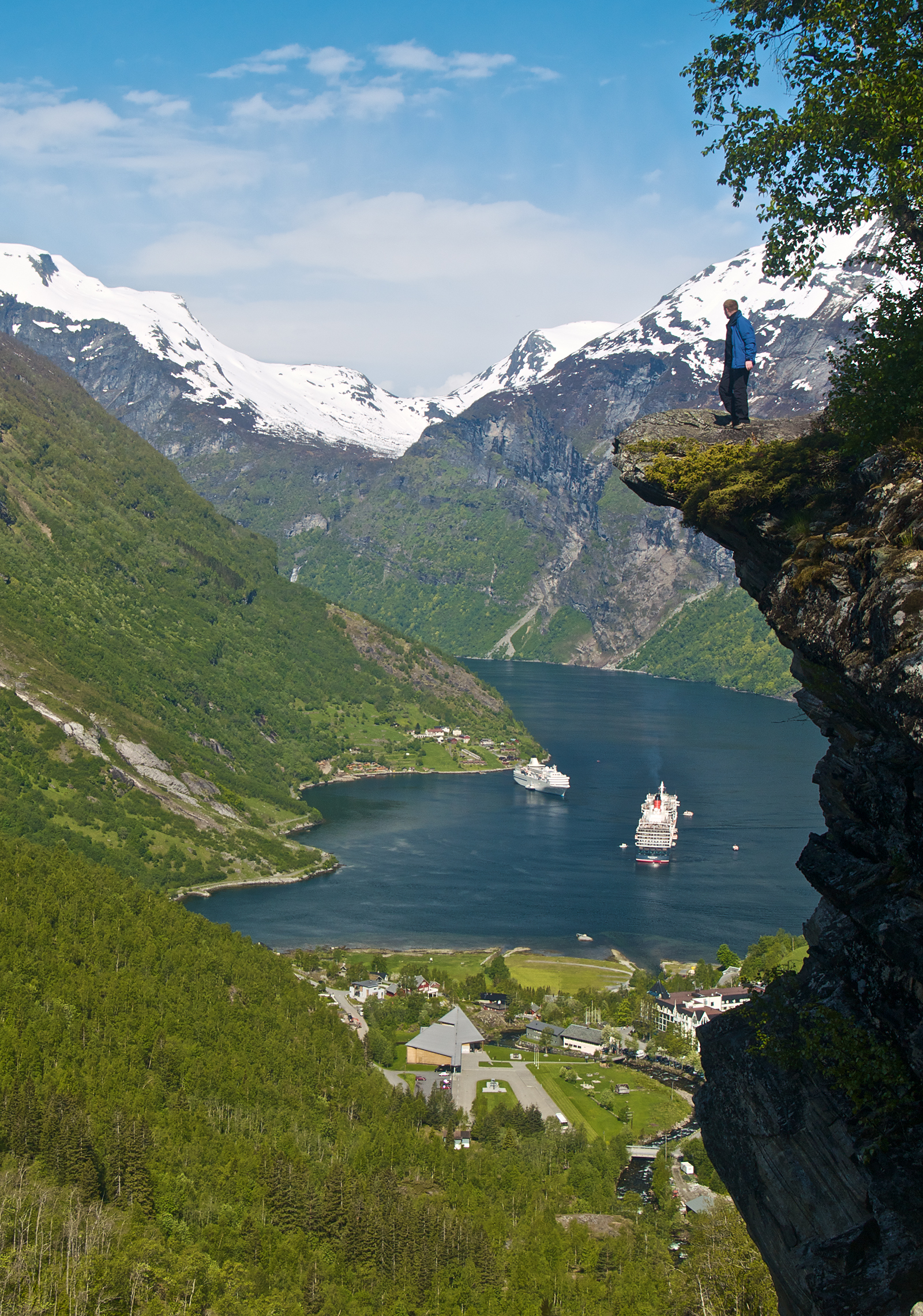
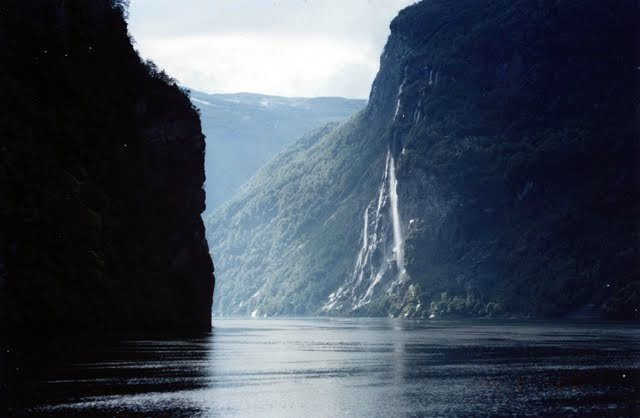